# Thaba-Mokhele Community
Thaba-Mokhele Community är en gemenskap i Lesotho.   Den ligger i distriktet Mohale's Hoek District, i den sydvästra delen av landet, 80 km söder om huvudstaden Maseru.